# Skamokawa Valley (Washington)
Skamokawa Valley es un lugar designado por el censo ubicado en el condado de Wahkiakum en el estado estadounidense de Washington. En el año 2010 tenía una población de 401 habitantes.

## Geografía
Skamokawa Valley se encuentra ubicado en las coordenadas 46°18′55″N 123°23′5″O / 46.31528, -123.38472.